# Анабазис Александра
Анабазис Александра (грец. Ἀλεξάνδρου ἀνάβασις Alexándrou anábasis) — історичний твір, написаний у II столітті Арріаном, найважливіше джерело про діяльність Александра Македонського.

## Короткий опис
Твір Арріана є одним з небагатьох вцілілих документів про життя і діяльність Александра Македонського. Під час написання свого твору Арріан користувався джерелами, що не збереглися до наших днів, зокрема творами Калісфена, небожа Аристотеля, який вчився в нього разом з Александром, творами Онесикрита (учня Діогена), Неарха, Арістобула та Клітарха. Чи не найважливішим джерелом Арріана була біографія Александра, написана його воєначальником і, як припускають, зведеним братом Птолемеєм.
Арріан у додатковій книзі, що була присвячена Індії (Indica), спирався на свідчення Неарка, який дослідив узбережжя Індійського океану від гирла Інда до Євфрата. При написанні «Indica» було використано також твори Аполлодора (губернатора Вавилонії), Ератосфена та Евдокса з Кізіка.
Анабазис Александра — насамперед твір з військової історії, в якому є небагато свідчень про приватне життя Александра, його роль в грецькій політиці та першопричини війни з персами.
Назва твору відсилає до «Анабазиса Кіра», написаного Ксенофоном.